# 1577
| [ Edytuj tabelę ]              | |
| Król Polski                    | - 1575 Anna Jagiellonka 1587 - 1575 Stefan Batory 1586 |
| Współksiążęta Andory           | - 1572 Henryk IV Burbon 1610 |
| Król Anglii                    | - 1558 Elżbieta I 1603 |
| Elektor Brandenburgii          | - 1571 Jan Jerzy 1598 |
| Książę Bawarii                 | - 1550 Albrecht V 1579 |
| Sułtan Brunei                  | - 1575 Saiful Rijal 1600 |
| Cesarz Chin                    | - 1572 Wanli 1620 |
| Król Czech                     | - 1576 Rudolf II Habsburg 1611 |
| Król Danii                     | - 1559 Fryderyk II 1588 |
| Dalajlama                      | - 1543 Sonam Gjaco 1588 |
| Cesarz Etiopii                 | - 1563 Sertse Dyngyl 1597 |
| Król Francji                   | - 1574 Henryk Walezy 1589 |
| Król Hiszpanii                 | - 1556 Filip II 1598 |
| Landgraf Hesji-Kassel          | - 1567 Wilhelm IV Mądry 1592 |
| Stadhouder Holandii            | - 1574 Wilhelm Orański 1584 |
| Szach Iranu                    | - 1576 Isma’il II 1577 - 1577 Mohammad Chodabande 1587 |
| Państwo Wielkich Mogołów       | - 1556 Akbar 1605 |
| Cesarz Japonii                 | - 1557 Ōgimachi 1586 |
| Kalif                          | - 1574 Murad III 1595 |
| Patriarcha Konstantynopola     | - 1572 Jeremiasz II Tranos 1579 |
| Władca Korei                   | - 1567 Sŏnjo 1608 |
| Książę Kurlandii i Semigalii   | - 1561 Gotthard Kettler 1587 |
| Sułtan Maroka                  | - 1576 Abu Marwan Abd al-Malik I 1578 |
| Senior Monako                  | - 1532 Honoriusz I 1581 |
| Król Nawarry                   | - 1572 Henryk III 1610 |
| Król Norwegii                  | - 1559 Fryderyk II 1588 |
| Sułtan Omanu                   | - 1560 Abd Allah ibn Muhammad 1624 |
| Elektor Palatynatu             | - 1576 Ludwik VI 1583 |
| Papież                         | - 1572 Grzegorz XIII 1585 |
| Książę Parmy i Piacenzy        | - 1556 Oktawiusz Farnese 1586 |
| Król Portugalii                | - 1557 Sebastian 1578 |
| Książę w Prusach               | - 1568 Albrecht Fryderyk 1618 |
| Car Rosji                      | - 1547 Iwan IV Groźny 1584 |
| Cesarz Rzymski (niemiecki)     | - 1576 Rudolf II Habsburg 1612 |
| Kapitanowie Regenci San Marino | - 1576 Innocenzo Brancuti Francesco Onofri 1577 - 1577 Francesco di Paolo di Giuliano Gio. Lodovico di Matteo Belluzzi 1577 - 1577 Pier Matteo Belluzzi Vincenzo Giannini 1578 |
| Elektor Saksonii               | - 1553 August Wettyn 1586 |
| Król Szkocji                   | - 1567 Jakub VI 1625 |
| Król Szwecji                   | - 1569 Jan III Waza 1592 |
| Król Tajlandii                 | - 1569 Maha Thammaracha Thirat 1590 |
| Sułtan Turków                  | - 1574 Murad III 1595 |
| Doża Wenecji                   | - 1570 Alvise Mocenigo 1577 - 1577 Sebastiano Veniero 1578 |
| Król Węgier                    | - 1576 Rudolf II 1608 |

Rok 1577 / MDLXXVII
stulecia: XV wiek ~
XVI wiek ~
XVII wiek

lata: 1567 «
1572 «
1573 «
1574 «
1575 «
1576 «
1577
» 1578
» 1579
» 1580
» 1581
» 1582
» 1587

## Wydarzenia w Polsce
- 7 marca – Stefan Batory skierował cały handel polski do Torunia i Elbląga. Wysunęło to Elbląg na główny port Rzeczypospolitej.
- 17 kwietnia – wojna Rzeczypospolitej z Gdańskiem: Gdańsk przegrał bitwę z wojskami królewskimi nad jez. Lubieszowskim. Przegrana spowodowała silniejsze zjednoczenie się mieszczan w obronie Gdańska.
- 8 czerwca – Stefan Batory zagwarantował w Elblągu wolny handel z osobami trzecimi bez pośrednictwa kupców gdańskich; złamał w ten sposób monopol handlowego pośrednictwa Gdańska.
- 11 czerwca – wojna Rzeczypospolitej z Gdańskiem: rozpoczęło się oblężenie Gdańska przez wojska króla Stefana Batorego.
- 14 września – zakończono prace przy organizacji floty królewskiej w Elblągu. Tego samego dnia odbył się przegląd floty na Zalewie Wiślanym.
- 12 grudnia – wojna Rzeczypospolitej z Gdańskiem: w wyniku niepowodzeń wojskowych oraz nacisku magnatów i szlachty król Stefan Batory poniósł porażkę. Gdańsk wypłacił odszkodowanie, autonomia i przywileje pozostały. Stefan Batory przyjął Gdańsk ponownie do łask i zniósł banicję.
- 16 grudnia – król Stefan Batory potwierdził przywileje Gdańska.
- 29 grudnia – Jan Zamoyski ożenił się z Krystyną Radziwiłłówną oraz złożył zamówienie na napisanie dla niego Odprawy posłów greckich.
- Rozpoczęła się wojna polsko-rosyjska o Inflanty i ziemię połocką.

## Wydarzenia na świecie
- 31 lipca – wojna osiemdziesięcioletnia: armia hiszpańska rozgromiła powstańców niderlandzkich w bitwie pod Gembloux.
- 15 listopada – Francis Drake wyruszył na wyprawę przeciw hiszpańskim posiadłościom na Pacyfiku, podczas której jako drugi opłynął Ziemię; za swe zasługi został uszlachcony przez królową Elżbietę.
- Wzniesiono kościół w San Pedro na pustyni Atacama w Chile.
- Hiszpania zawarła rozejm z sułtanem tureckim.

## Urodzili się
- 6 lutego - Beatrice Cenci, włoska patrycjuszka (zm. 1599)
- 8 lutego – Robert Burton, angielski humanista (zm. 1640)
- 3 marca – Nicolas Trigault w Douai, francuski jezuita, misjonarz w Chinach (zm. 1628)
- 9 marca – Tomasz od Ducha Świętego de Zumárraga Lazacano, dominikanin, misjonarz, męczennik, błogosławiony katolicki (zm. 1622)
- 24 marca – Franciszek (I), koadiutor biskupstwa kamieńskiego (od 1592), biskup kamieński (1602-1618), starosta bytowski (od 1606), książę szczeciński (od 1618); syn Bogusława XIII z dynastii Gryfitów (zm. 1620)
- 12 kwietnia – Chrystian IV, król Danii i Norwegii (zm. 1648)
- 12 kwietnia – Cristóbal Gómez de Sandoval-Rojas, kawaler orderu Santiago, hiszpański polityk (zm. 1624)
- 12 czerwca – Paul Guldin w St. Gallen, szwajcarski matematyk i astronom (zm. 1643)
- 28 czerwca – Peter Paul Rubens, flamandzki malarz (zm. 1640)
- 21 lipca – Adam Willaerts, w Londynie, holenderski malarz barokowy (zm. 1664)
- 1 września – Scipione Caffarelli-Borghese, włoski kardynał (zm. 1633)
- 6 października – Ferdynand Bawarski w Monachium, elektor arcybiskup Kolonii w latach 1612–1650 (zm. 1650)
- 17 października – Cristofano Allori, włoski malarz, przedstawiciel schyłku manieryzmu i wczesnego baroku (zm. 1621)
- 4 listopada – François Joseph Le Clerc du Tremblay OFM Cap., w Paryżu, francuski duchowny, kapucyn, bliski doradca kardynała Richelieu, poeta, autor dziełek religijnych (zm. 1638)
- 25 listopada – Piet Pieterszoon Hein, holenderski admirał Kompanii Zachodnioindyjskiej i Stanów Generalnych, bohater wojny osiemdziesięcioletniej, korsarz (zm. 1629).
- 16 grudnia – Jan Jerzy (książę Karniowa), książę Karniowa, pan Bytomia, Tarnowskich Gór i Bogumina (zm. 1624)

Data dzienna nieznana: 
- Jan Almond, święty Kościoła katolickiego, angielski męczennik, duchowny, ofiara prześladowań antykatolickich okresu reformacji (zm. 1612)
- Thomas Coryat, brytyjski podróżnik i autor (zm. 1617)
- Samuel Dambrowski, polski duchowny luterański, pisarz religijny (zm. 1625)
- Jan Eysymont (znany także jako „Joannes Eisimont”), polski poeta i tłumacz (zm. 1610)
- Johann Helmont, flamandzki lekarz, fizjolog, alchemik (zm. 1644)
- Matteo Priuli, w Wenecji, włoski kardynał (zm. 1624)
- Jean Riolan Młodszy, francuski lekarz i anatom (zm. 1657)
- Maria Tanaura, japońska męczennica, błogosławiona katolicka (zm. 1622)
- Zofia z Radziwiłłów Dorohostajska herbu Trąby, arystokratka, bohaterka skandalu obyczajowego na progu XVII wieku (zm. 1614)

## Zmarli
- 26 lutego – Eryk XIV, król Szwecji (ur. 1533)
- 30 listopada – Kutbert Mayne, angielski duchowny katolicki, męczennik, święty (ur. 1544)

Data dzienna nieznana: 
- Pierandrea Matthioli – włoski naturalista, botanik i lekarz okresu Renesansu (ur. 1501)